# 레오노레 서곡 2번
레오노레 서곡 2번, 작품번호, 72a는 루트비히 판 베토벤에 의해 쓰여진 작품으로, 오페라 "피델리오"의 제1판, "레오노레" (1805년)를 위해 작곡한 서곡 중 하나이다.

## 개요
1805년에 작곡된, "피델리오"의 제1판 "레오노레"가 같은 해 11월 20일에 초연 되었을 때 서곡으로 사용되었다. 이후(일년 후인 1806년) "피델리오"는 개정이 되었고, 개정된 "피델리오"의 제2판, "레오노레"에서 새로 작곡된 서곡(레오노레 서곡 3번)으로 교체되면서, 이 서곡은 연주회용 서곡으로 단독 연주되기 시작했다. 하지만, "레오노레 서곡 3번"과 비교하면 연주되는 기회는 많지 않다. 
곡의 소재는 3번과 같지만 규모는 3번보다 크고, 또한 복잡해지고 있다. 반대로 말하면 3번이 간결하게 정리되어 있는 셈이다.
초연은 연주회용 서곡으로서 베토벤 사후인 1840년 1월 9일, 멘델스존 지휘의 라이프치히 게반트하우스 관현악단의 연주로 이루어졌고, 출판은 그 2년 후인 1842년에 브라이트코프 운트 헤르텔 사를 통해 이루어졌다.

## 악기 편성
- 목관악기 : 두 개의 플루트, 두 개의 오보에, 두 개의 클라리넷, 두 개의 바순
- 금관악기 : 네 개의 호른, 두 개의 트럼펫, 세 개의 트럼본, 무대 뒤 한 개의 트럼펫
- 기타 : 팀파니, 현악 합주단

## 악곡 구성
서주가 있는 소나타 형식이지만, 재현부가 없다. 다장조. 연주시간은 약 13분이다.

## 같이 보기
- 피델리오를 위한 서곡